# Ennio Torresan Jr.
Ennio Torresan Jr. (Rio de Janeiro, 15 octobre 1963) est un scénariste, artiste et directeur de storyboard brésilien.

## Biographie
Né au Brésil, il a étudié les beaux-arts à l'Université fédérale de Rio de Janeiro avant de partir à Los Angeles où il travaille régulièrement pour la société DreamWorks SKG. En 1993 il réalise et anime le court-métrage El Macho, puis il devient réalisateur pour la série de Ralph Bakshi Spicy City et scénariste pour Bob l'éponge. Il travaille pour DreamWorks sur les films Madagascar, Kung Fu Panda, Madagascar 2, Megamind et Turbo. En 2013, il co-réalise et scénarise le film d'animation Até Qué un Sbórnia nos Separe avec Otto Guerra. Le film sera primé au Festival de Gramado.

## Filmographie

### Scénariste
- 1999-2000 : Bob l'éponge (TV)
- 2003 : Sinbad and the Cyclops Island (vidéo)
- 2013 : Até que a Sbórnia nos Separe

### Storyboardeur
- 2004 : Scott, le film (Teacher's Pet)
- 2005 : Madagascar
- 2007 : Bee Movie : Drôle d'abeille
- 2008 : Kung Fu Panda
- 2008 : Madagascar 2
- 2010 : Megamind
- 2013 : Turbo
- 2017 : Baby Boss (The Boss Baby)
- 2019 : Abominable

### Réalisateur
- 1993 : El Macho
- 1997 : Spicy City (TV)
- 2002 : Teacher's Pet (TV)
- 2013 : Até que a Sbórnia nos Separe
- 2021 : Spirit : L'Indomptable

### Diverses équipes
- 1991 : Fievel au Far West : Artiste arrière-plan
- 1993 : Les Quatre Dinosaures et le Cirque magique : Artiste arrière-plan
- 1996 : Ren et Stimpy (TV) : Dessin arrière-plan
- 1997 : Cats Don't Dance : Artiste agencement
- 2009 : Joyeux Noël Madagascar : Head of story